# 斯賓塞步槍
斯賓塞1860是一款美國製的槓桿式步槍，由克里斯托弗·斯賓塞所設計，發射.56-56斯賓塞黑火藥凸緣式底火槍彈。它是世界上最早出現的軍用連珠步槍，於1860—1869年間由三間武器製造商所生產。在南北戰爭期間曾獲得聯邦軍，尤其是騎兵部隊所採用，但僅有限裝備，没有取代各種制式線膛前裝槍。邦聯軍雖然也偶然繳獲該槍使用，但由於他們無法生產其彈藥，因此並不具備太大優勢。
該槍分為步槍型及卡賓槍型兩種版本，並都以一個安裝於槍托後部的7發容量管狀彈倉供彈。
隨著斯賓塞公司於1860年代後期被溫徹斯特連發武器公司收購，斯賓塞步槍也因此停產。
普法戰爭期間，大量斯賓塞卡賓槍被當成盈餘品出口到法國供法軍使用。另外日本和大清等國也曾購買，其中幕府陸軍把它們用於戊辰戰爭。
與後期的槓桿式步槍不同，斯賓塞步槍在扳下槓桿的同時不會把擊鎚拉落，而是需要由射手手動拉下擊鎚。

## 使用國
- 巴西帝国
- 大清
- 法蘭西第二帝國
- 大日本帝国
- 暹羅
- 美国
- 美利堅聯盟國